# Bruno Augenstein
Bruno Wilhelm Augenstein (Ellmendingen, distrito de Keltern 16 de março de 1923 — 6 de julho de 2005) foi um matemático e físico estadunidense nascido na Alemanha.
Contribuiu de forma fundamental na tecnologia espacial, pesquisa de mísseis balísticos, satélites artificiais, antimatéria e muitas outras áreas.

## Outras publicações de Bruno Augenstein
- B.W. Augenstein, B.E. Bonner, F.E. Mills and M.M. Nieto, eds. "Antiproton Science and Technology." World Scientific Publishing, 1988. ISBN 9971-5-0587-8
- Augenstein B.W. "Links Between Physics and Set Theory" Chaos, Solitons and Fractals, Volume 7, Number 11, November 1996, pp. 1761-1798
- Augenstein B.W. "Hadron Physics and Transfinite Set Theory" International Journal of Theoretical Physics, Volume 25, Number 12, 1984
- Augenstein B.W., 1993. The Turing Test (science fiction short story)

### Artigos na RAND por Bruno Augenstein (e outros)
- The simulation of combustion models in wind tunnels - 1948
- Shock wave interaction, or the velocity effect in H.E. rounds - 1952
- Scientific satellite-payload considerations - 1955
- Policy Analysis in the National Space Programs - 1969
- U.S. Technology--Decline or Rebirth? - 1972
- Relations Connecting the Dirac, Hamilton-Jacobi, and Gauge Equations - 1972
- Almost Painless Quantum Electrodynamics - 1974
- Energy choices and preference relation "paradoxes" - 1977
- An examination of alternative nuclear breeding methods - 1978
- The relativistic perihelion shift of an artificial planet, revisited - 1978
- When can cost-reducing R&D be justified--a simple explanatory model - 1979
- Bunched launch, bunched acquisition, and work-arounds: elements of alternative spacecraft acquisition policies - 1979
- Evolution of the U.S. military space program, 1945-1960: some key events in study, planning, and program development - 1982
- Improving the means for intergovernmental communications in crisis - 1984
- Concepts, problems, and opportunities for use of annihilation energy : an annotated briefing on near-term RDT&E to assess feasibility - 1985
- Some examples of propulsion applications using antimatter - 1985
- RAND Workshop on Antiproton Science and Technology, October 6-9, 1987 : annotated executive summary - 1988
- Space transportation systems, launch systems, and propulsion for the Space Exploration Initiative : results from Project Outreach - 1991
- The National Aerospace Plane (NASP): development issues for the follow-on vehicle : executive summary - 1993
- Priority-Setting and Strategic Sourcing in the Naval Research, Development, and Technology Infrastructure - 1995
- Naval research, development, and technology--deciding what to buy and how to buy it - 1995
- “Space” chapter in RAND’s “50th Anniversary of Project Air Force” publication - 1996
- Roles and impacts of RAND in the pre-Apollo space program of the United States - 1997
- Mert Davies: A RAND Pioneer in Earth Reconnaissance and Planetary Mapping from Spacecraft - 2004 (with Bruce C. Murray); see Merton Davies